# Daisy kacsa
Daisy Kacsa egyike a Disney rajzfilm- és képregényszereplőinek. Donald kacsa női megfelelőjeként és barátnőjeként jött létre, és először a "Mr. Duck Steps Out" c. rajzfilmben tűnt fel 1940. június 7-én.
Carl Barks és Don Rosa képregényei alapján Daisy 1920-ban "született". Rosa szerint Daisy Donald sógorának a testvére, aki Donald ikerhúgát, Della Kacsát vette el (ők ketten Tiki, Niki és Viki szülei voltak).
Daisy egy korábbi, rövidéletű karaktert váltott fel, Donna Kacsát, akit most Daisy idősebb nővéreként ismerünk. (Az ő lányai Tiki, Niki és Viki női megfelelői, Áprilka, Maja és Juni.)
Donald kuzinja, Gúnár Gusztáv sokszor vetélytársa is egyben a Daisy kegyeiért vívott küzdelemben.